# Jack Murdock (personaggio)
Jonathan "Jack" Murdock, noto come "Battlin' Jack" Murdock, è un personaggio dei fumetti, creato da Stan Lee (testi) e Bill Everett (disegni) pubblicato dalla Marvel Comics. La sua prima apparizione avviene in Daredevil (vol. 1) n. 1 (aprile 1964).
Padre di Matt Murdock (Devil) e boxer professionista, Jack ha cresciuto il figlio da solo spronandolo a studiare sodo per farsi una carriera ed ottenere dalla vita più di quanto abbia potuto avere lui. Rifiutatosi di perdere un incontro truccato, viene ucciso dalla malavita, evento che porta il figlio ad iniziare la sua carriera di vigilante.

## Biografia del personaggio
Nato nel quartiere di New York noto come Hell's Kitchen (in inglese: "cucina dell'inferno"), Jack Murdock vi passa tutta la vita dandosi al pugilato fin da giovane, divenendo un professionista e guadagnandosi il soprannome di "Battlin' Jack" per la sua tenacia sul ring. All'apice della sua carriera, il boxer sposa una donna di nome Maggie Grace e ha da lei un figlio: Matt; tuttavia Maggie, affetta da depressione post-partum, tenta di assassinare il bambino motivo per cui, una volta rinsavita, vergognandosi delle sue azioni, abbandona la famiglia e si fa suora.
Jack cresce allora il figlio per conto suo spronandolo a farsi strada nella vita attraverso la sua mente e non attraverso i pugni come fatto da lui, promessa che il figlio mantiene, nonostante la perdita della vista in giovane età a causa di un incidente, entrando alla facoltà di legge della Columbia University. Nel frattempo Jack, a causa dell'età, fatica sempre maggiormente a trovare qualcuno disposto a pagarlo per un incontro e, dunque, dopo aver provato addirittura a darsi al wrestling, pur di continuare a pagare gli studi al figlio, entra in combutta con il noto giocatore d'azzardo e appaltatore di incontri di boxe truccati Roscoe Sweeney, detto "Il Sistematore".
Poco tempo dopo, il malavitoso gli combina uno scontro con Carl "Crusher" Creel ordinandogli di andare al tappeto, Jack però, non volendo gettar via la propria dignità, si rifiuta e manda KO l'avversario vincendo il suo ultimo incontro ma venendo poco dopo assassinato dagli uomini del Sistematore.
La sua morte è il fattore scatenante che spinge Matt ad assumere l'identità supereroistica di Devil, il "Diavolo di Hell's Kitchen".

## Altri media

### Cinema
- Jack Murdock, interpretato da David Keith, compare nel film del 2003 Daredevil[8]. In tale versione è soprannominato Jack "Il Diavolo" Murdock (Jack "The Devil" Murdock) ed il sicario che esegue il suo omicidio è un giovane Wilson Fisk.

### Televisione
- Il personaggio compare in un flashback di Spider-Man: The Animated Series in un ruolo muto dove è dipinto come un pugile fallito divenuto picchiatore della malavita che, dopo che suo figlio perde la vista a causa di un incidente con un camion di scorie di proprietà del Kingpin, tenta di vendicarsi ma viene ucciso da quest'ultimo.
- Jack Murdock, interpretato da John Patrick Hayden, compare nella serie televisiva MCU Daredevil[9].